# Katedra w Norwich
Katedra w Norwich (ang. Norwich Cathedral, pełna nazwa Cathedral Church of the Holy and Undivided Trinity) – katedra diecezji Norwich Kościoła Anglii.
Katedra została rozpoczęta w 1096 roku przez biskupa Herberta de Losingę, po przeniesieniu jego siedziby z Thetford i zbudowana z kamienia i zaprawy murarskiej oraz pokryta wapieniem Pierre de Caen. Dach złożony jest z ołowianych dachówek. Świątynia składa się z nawy oraz naw bocznych, chóru muzycznego, północnego transeptu z kaplicą, południowego transeptu z zakrystią, prezbiterium z przejściem i ambitem, południowej, południowo-wschodniej i północno-wschodniej kaplicy, wschodniej kaplicy. Od południa znajdują się krużganki. Osada saksońska i dwa kościoły zostały rozebrane, aby zrobić miejsce dla budynków. Katedra została ukończona w 1145 roku razem z wieżą w stylu normańskim zwieńczoną do dziś drewnianą iglicą nakrytą ołowiem. Kilka epizodów zniszczeń wymagało odbudowy wschodniego szczytu i iglicy, ale od ostatecznego montażu kamiennej iglicy w 1480 roku było kilka fundamentalnych przebudów struktury.